# Кирил Червенски
Кирил (на гръцки: Κύριλλος, Кирилос) е гръцки духовник, епископ на Вселенската патриаршия.

## Биография
Кирил служи като протосингел на Търновската епархия. През март 1780 година е избран и по-късно в Цариград е ръкоположен за червенски епископ със съгласието на митрополит Калиник Търновски. От време на време се оттегял в Зографския манастир на Света гора. Умира през юли 1804 година.